# 陶短房
陶短房（1970年3月28日—），本名陶勇，出生于江苏南京，祖籍安徽泗县，旅居加拿大的中国专栏作家，曾任《纵横周刊》非洲问题研究员，现为自由撰稿人，并常以“特约记者”或评论员的名义为环球时报、新京报等撰稿。
1987年毕业于南京外国语学校，1992年毕业于北京外国语大学法语系；曾长期在非洲定居，目前定居在加拿大。他涉猎范围广泛，小说、散文、文化评论、时评等都常常见诸出版物。陶短房曾师从于著名历史学家罗尔纲，因此在业余时间也以研究太平天国史闻名，著有《天国志》《这个天国不太平》等。

## 争议
陶短房曾使用的头衔是“现为《纵横周刊》非洲问题研究员”，而《纵横周刊》是网人安替在2006年办的一份电子刊物，而且在2010年停刊了。
陶短房说：“我在六岁那年在南京就与太平天国真正结缘，被罗爷爷带进太平天国研究的大门了。”当时罗尔纲早已调到北京的近代历史所。